# Ficus anastomosans
Ficus anastomosans är en mullbärsväxtart som beskrevs av Nathaniel Wallich och Wilhelm Sulpiz Kurz. Ficus anastomosans ingår i släktet fikonsläktet, och familjen mullbärsväxter. Inga underarter finns listade i Catalogue of Life.